# (10706) 1981 SE2
(10706) 1981 SE2 es un asteroide que forma parte del cinturón de asteroides y fue descubierto por Norman G. Thomas el 26 de septiembre de 1981 desde la estación Anderson Mesa, en Flagstaff, Estados Unidos.

## Designación y nombre
Designado provisionalmente como 1981 SE2.

## Características orbitales
(10706) 1981 SE2 está situado a una distancia media del Sol de 2,432 ua, pudiendo alejarse hasta 2,941 ua y acercarse hasta 1,923 ua. Su excentricidad es 0,209 y la inclinación orbital 3,255 grados. Emplea 1385,45 días en completar una órbita alrededor del Sol.
Pertenece a la familia de asteroides de (135) Hertha.

## Características físicas
La magnitud absoluta de (10706) 1981 SE2 es 14,53. Tiene 2,886 km de diámetro y su albedo se estima en 0,328.